# TFSI

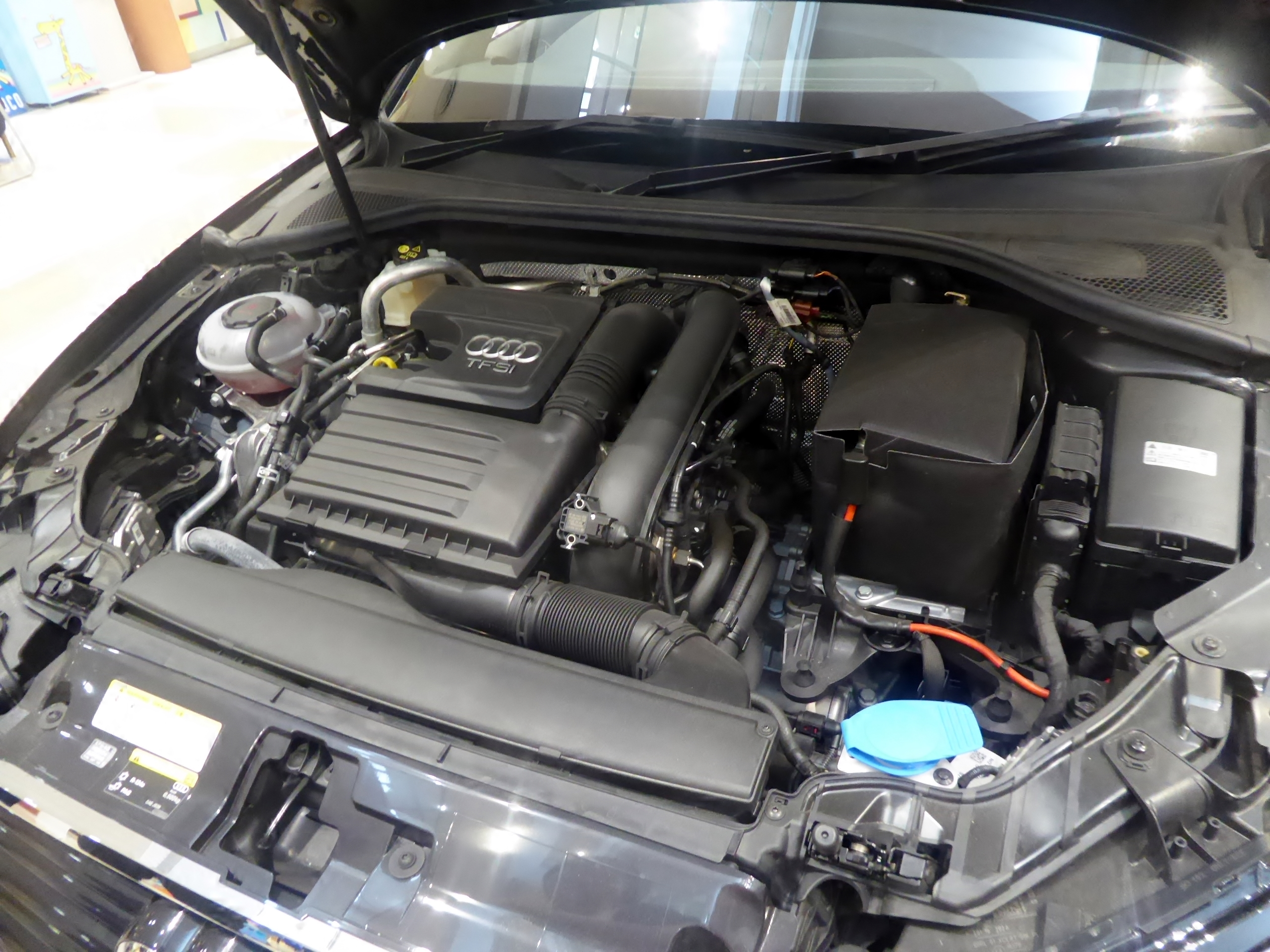
El compartimento del motor de un Audi A3 8V 30 TFSI.

TFSI son las siglas de Turbocharged Fuel Stratified Injection, (TSI: Turbocharged Stratified Injection en los coches de Volkswagen) y puede ser traducido al español como «inyección directa estratificada de gasolina con turbo-alimentación». Como tal es una marca registrada del Grupo Volkswagen para un tipo de motor con turbocompresor con aspiración forzada donde el combustible se inyecta a presión directamente en la cámara de combustión de manera que crea una carga estratificada. La tecnología FSI de inyección directa incrementa el torque y la potencia de los motores de arranque por chispa, los hace hasta 15% más económicos y reduce las emisiones del escape.

## Funcionamiento
El combustible es inyectado directamente en la cámara de combustión. Un inyector regula la cantidad de combustible con precisión en milisegundos entre presiones de 50 y 160 bares. Durante el proceso de inyección, el combustible evaporado provee un importante efecto enfriador en el interior del cilindro contribuyendo a una mejor carga en el cilindro, y como consecuencia la potencia de salida del motor se mejora. Por otro lado, la tendencia a traquetear del motor se ve reducida por el efecto de enfriado del turbocompresor. Esto significa que el radio de compresión de los motores TFSI puede ser más alto que el de los motores con inyección FSI o convencional.
Los motores TFSI son construidos con múltiples de admisión variables de dos etapas con turbocompresor. El modo power (conducto corto) a altas velocidades de motor, contribuye a la alta potencia especifica de salida de los motores. A bajas revoluciones, el conducto largo es elegido elevando la máxima torsión por más de un 35%.
Con la ayuda de un sistema de aletas en el conducto de entrada, la corriente interna en el cilindro puede ser óptimamente ajustada. En operaciones a carga parcial, una fuerte corriente asegura un consumo más bajo de combustible y bajas emisiones de gases. A plena carga, el aire es introducido con pérdidas mínimas de presión, aumentando así la torsión y la potencia de salida.
La única diferencia entre los motores FSI y los TFSI es que los FSI son atmosféricos y TFSI están sobrealimentados, por lo que las características de ambos motores son muy parecidas.
Este sistema lo emplean marcas del Grupo Volkswagen como Audi, SEAT, Skoda, la propia Volkswagen y también KTM. En los SEAT y en algunos Volkswagen la denominación de estos motores es TSI (Turbocharged Stratified Injection).

## Ventajas
Algunas ventajas de los motores TFSI:
1. Mejor distribución del combustible y mejor carga de combustible dentro de la cámara de combustión
2. Durante el proceso de inyección el combustible se evapora, enfriando la cámara del cilindro
3. El efecto de enfriamiento del combustible presurizado permite el uso de combustible de menor grado, lo que lleva a ahorro en costos para el usuario final
4. Una proporción de compresión más alta, que se traduce en más potencia
5. Eficiencia de combustión de combustible incrementada
6. Mayor potencia durante el aceleramiento del vehículo

## Desventajas
1. Enorme incremento en el número de partículas emitidas por el escape
2. Acumulación de carbono detrás de las válvulas de admisión. Debido a que el combustible se inyecta directamente dentro de la cámara de combustión, nunca tiene oportunidad de limpiar ningún contaminante detrás de las válvulas. Esto resulta en una excesiva acumulación de carbono a lo largo del tiempo, afectando el desempeño. Algunos carros (como el motor 2GR-FSE de Toyota en el Lexus IS) combinan la inyección directa con una inyección de combustible multi puerto tradicional para aminorar este problema
3. Más caros - se requiere de bombas de combustible de mucha más alta presión para inyectar el combustible directamente en el cilindro. Esto requiere presiones de combustible de hasta 200 bar, mucho mayor que un sistema de inyección multi-puerto tradicional (ver Inyección de combustible)[2]